# Vespa-do-figo
A vespa-do-figo (Blastophaga psenes) é uma vespa da família dos agaonídeos. Uma vez que tal espécie é auxiliar na polinização de figos, ocorre, espontaneamente ou por introdução, na maioria das regiões onde se cultiva a figueira (Ficus carica).